# Heinz Steyer

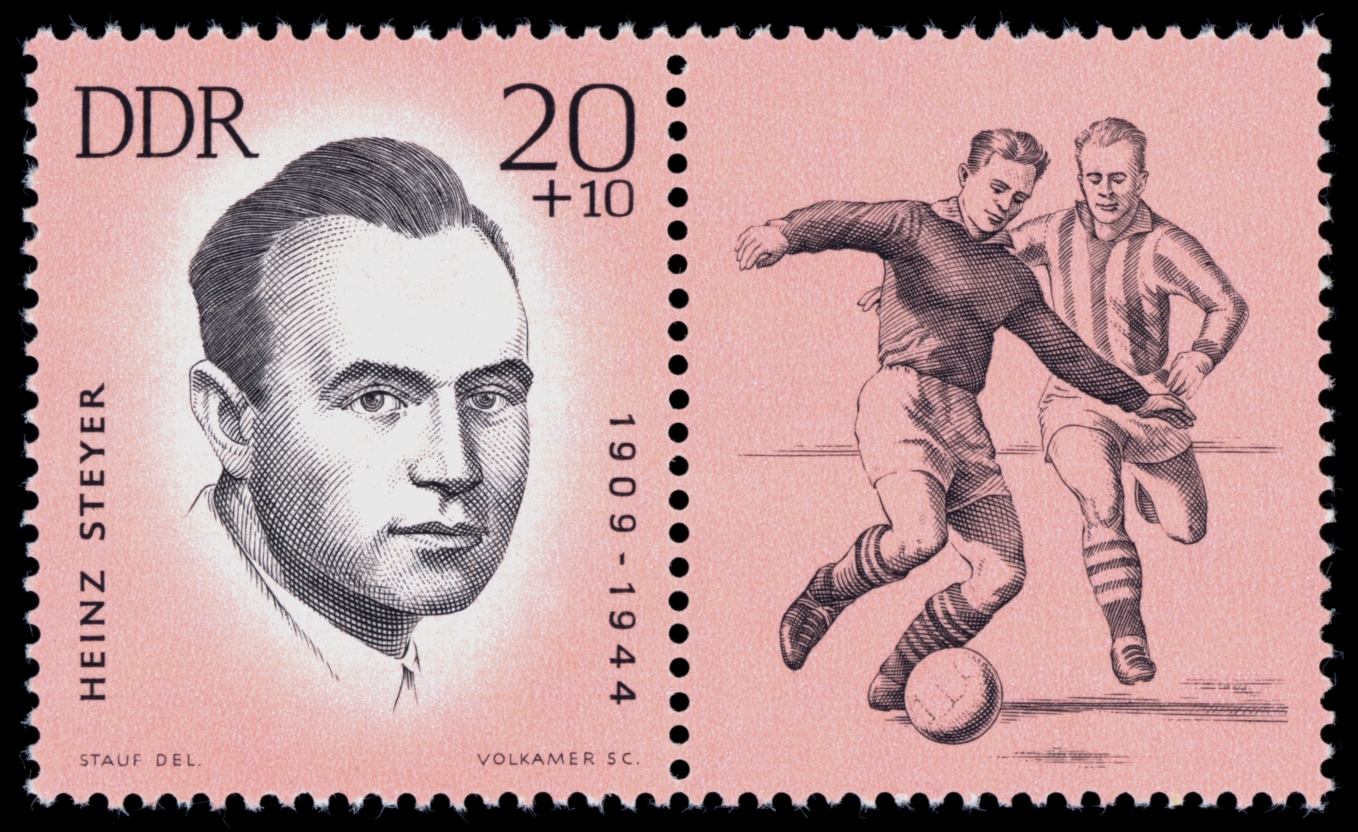
Heinz Steyer auf einer Briefmarke der Deutschen Post der DDR, 1963

Heinz Steyer (* 20. Dezember 1909 in Dresden; † 12. Juli 1944 in Ai Giannis bei Amaliada, Griechenland) war ein deutscher Kommunist, Arbeitersportler und Widerstandskämpfer.

## Leben
Steyer, Drucker von Beruf, schloss sich mit 18 Jahren dem Kommunistischen Jugendverband Deutschlands und kurze Zeit später der Kommunistischen Partei Deutschlands (KPD) an. Später war er Funktionär der Kampfgemeinschaft für Rote Sporteinheit. Er war ein guter Fußballer und in der Mannschaft von Rot-Weiß  (Rotsport Dresden) aktiv.
Nach der „Machtergreifung“ der Nationalsozialisten verbreitete Steyer mit anderen Jungkommunisten und Sportkameraden in Dresden die illegalen Zeitungen Depesche und Der Rote Stern, die die Bevölkerung über den Terror des NS-Regimes und den Widerstandskampf der illegalen KPD informierten. Im August 1933 wurde Steyer verhaftet und war zwei Jahre und neun Monate in den Zuchthäusern Waldheim und Zwickau inhaftiert. Nach seiner Entlassung setzte er seinen Widerstand fort. Von 1937 bis 1939 wurde er wiederholt, zum Teil monatelang, in Konzentrationslagern festgehalten.

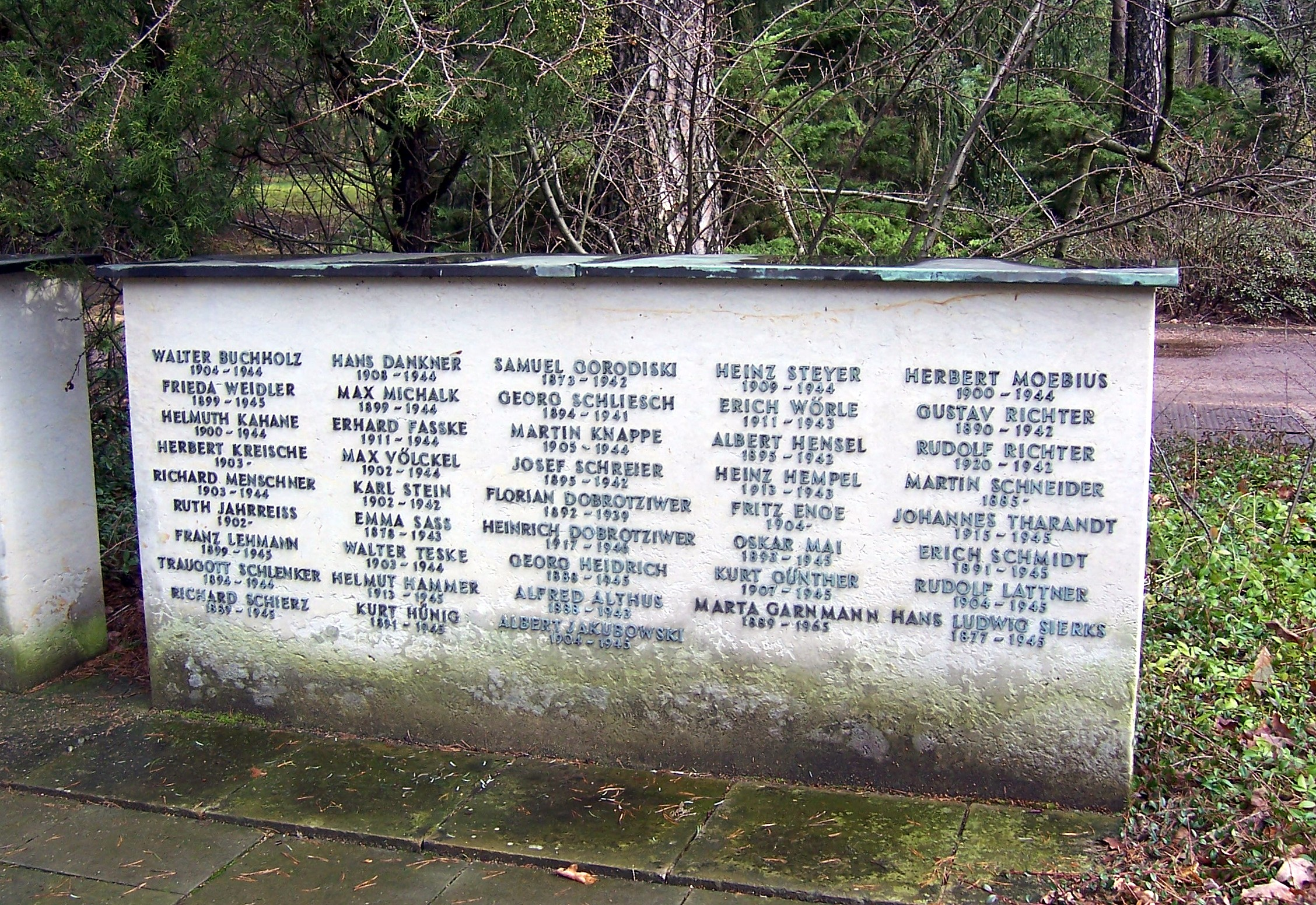
Symbolische Grabstätte Steyers im Ehrenhain des Heidefriedhofs

Obwohl er von den NS-Behörden für „wehrunwürdig“ erklärt worden war, zog man ihn im Februar 1943 zur Strafdivision 999 ein. Steyer wurde mit dem IV. Festungs-Infanterie-Bataillon nach Griechenland transportiert und als Schreiber der Militärkommandantur in Lechena auf dem Peloponnes eingesetzt. Hier war er, zusammen mit seinem Freund Werner Illmer, einer der Organisatoren der Widerstandsorganisation unter Soldaten. In ihrem Auftrag nutzte er seine Tätigkeit in der Schreibstube und warnte griechische Partisanen vor geplanten „Befriedungsaktionen“. Er beschaffte illegal lebenden griechischen Patrioten zudem deutsche Ausweise, um ihnen ihre Widerstandsarbeit zu erleichtern, und versorgte sie zusammen mit anderen Gruppenmitgliedern mit Medikamenten, Munition und Waffen.
Steyer wurde am 3. Juli 1944 verhaftet, am 9. Juli von einem Kriegsgericht zum Tode verurteilt und am 12. Juli im Dorf Ai Giannis erschossen. Sein symbolisches Grab befindet sich im Ehrenhain des Heidefriedhofs in Dresden.

## Ehrungen
Das Dresdner Heinz-Steyer-Stadion in der Friedrichstadt trägt seit 1949 seinen Namen. Vor dem Stadion befand sich ein im Juni 1949 aufgestellter Gedenkstein. Das zweitgrößte Stadion Dresdens wurde bis 2024 zu einer modernen Multifunktionssportstätte ausgebaut; das Stadion soll auch in der Folge den Namen Heinz Steyers behalten. Die 55. Mittelschule Dresden war bis Januar 2010 Steyer gewidmet (seitdem Gottlieb Traugott Bienert), auch die Schule in Rabenau trug seinen Namen. Ferner sind in Dresden und Riesa Straßen, in Dessau ein Ring nach Steyer benannt.
Die Deutsche Post der DDR gab 1963 eine Sondermarke zu Ehren Steyers heraus.